# Kékfestő Múzeum (Pápa)
A pápai Kékfestő Múzeum az egykori pápai Kluge-féle kékfestő üzem épületében van. Az üzem 1956-ig működött, ezután az épületegyüttes és az egész berendezés műemléki védelem alá került és 1962-ben mint múzeum nyitotta meg kapuját a látogatók előtt. 1983-ban, a Kluge cég fennállásának 200. évfordulója alkalmából az épületet felújították.
Amellett, hogy az egykori üzem tárgyi emlékeit őrzi, gyűjti a kékfestéssel kapcsolatos egyéb emlékeket és termékeket, más kékfestő műhelyek munkáit is. Állandó kiállításai (a Kluge család története, a kékfestés technikai részleteinek bemutatása; Bódy Irén érdemes művész, akadémikus életművének kiállítása és A magyarországi kékfestő műhelyek és mesterek c. kiállítás) mellett helyt ad ma is működő kékfestő mesterek és a témától nem idegen más szakterületek időszaki kiállításainak is.

## Történet

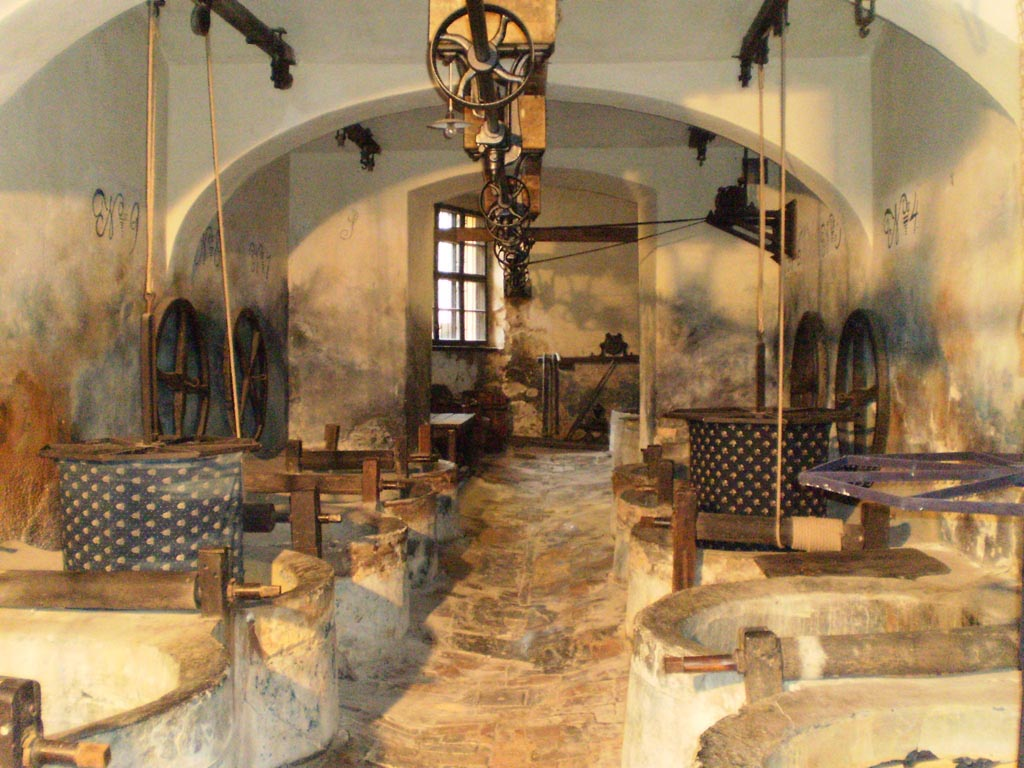
Az ún. küpa-szoba a pápai Kékfestő Múzeumban a festőkádakkal

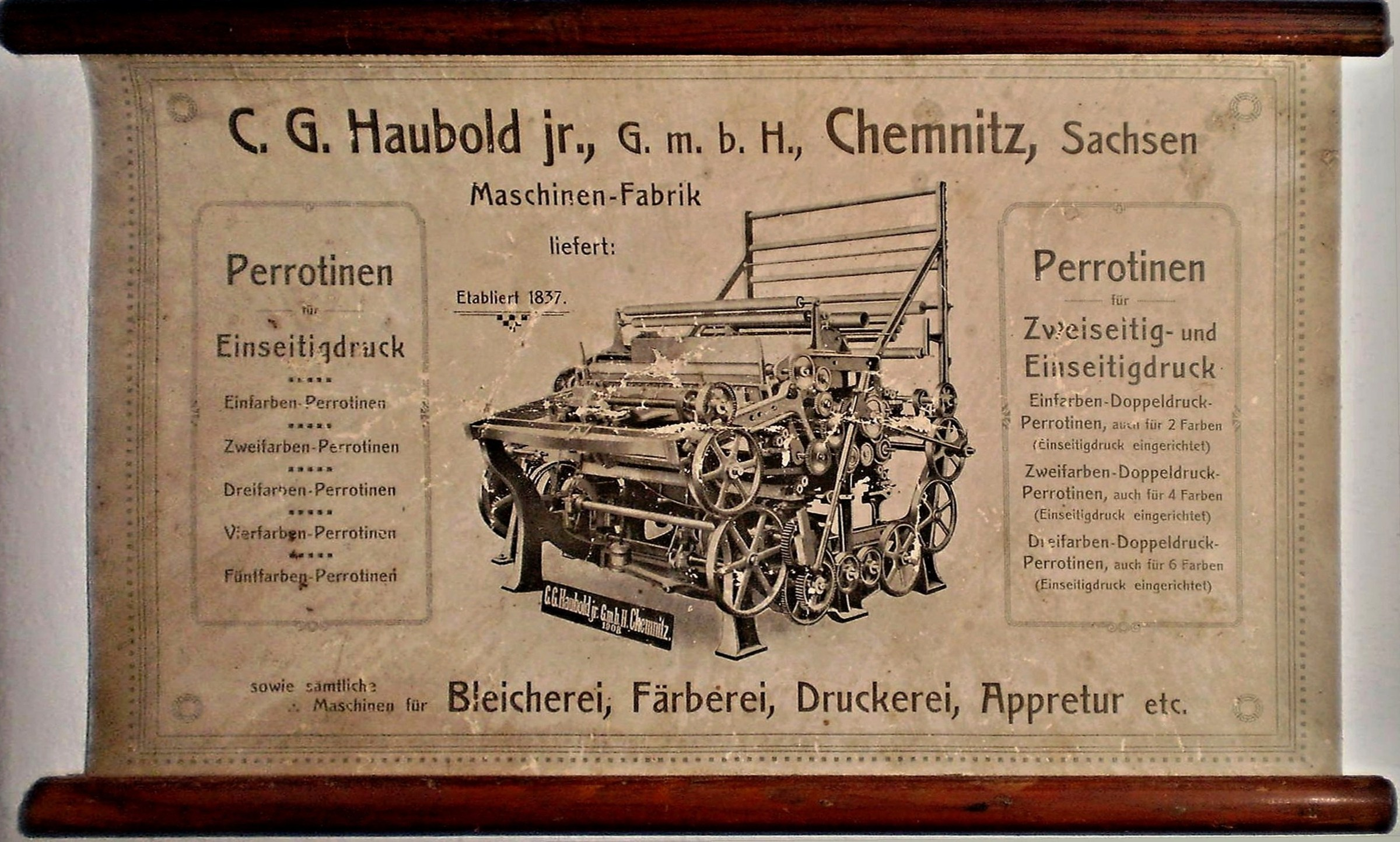
Perrotine nyomógép plakátja (pápai Kékfestő Múzeum)

A céget alapító Carl Friedrich Kluge – akinek már több felmenője is kelmefestéssel foglalkozott – 1783-ban a szászországi Sorauból érkezett Magyarországra és Sárváron alapított kékfestő műhelyt. 1786-ban költözött át Pápára és ott a ma is álló épület helyén hozta létre üzemét. Akkoriban Pápán már 4-5 hasonló üzem működött, ami azt mutatja, hogy igen nagy volt a kereslet ezek iránt a „kékfestő” anyagok iránt. (A kékfestő kifejezés 1770-ből, a pápai Bengely István panaszos levelében fordul elő először, majd széles körben elterjedt.)
Mielőtt Kluge Sárvárra érkezett volna, számos német, svájci és osztrák városban megfordult és igen sok szakmai tapasztalatot gyűjtött. Fia, Kluge Károly követte apja példáját, ő is nagyon sokfelé járt Európában és 1809-ből származó mintakönyvében 72 textildarabkából álló gyűjteményt állított össze a készítésükhöz szükséges receptekkel együtt. A receptekben az ismétlések könnyítésére az egyes vegyszerek, növények nevét jelekkel helyettesítette. (Akkor a ma használatos kémiai jelölési rendszer még nem alakult ki.) Mintakönyve az átlagosnál magasabb szakmai felkészültségéről tanúskodik. Az 1806-ban felvett vagyonleltár tanúsága szerint az akkori viszonyoknak megfelelően korszerűen felszerelt kékfestő műhely igen jól jövedelmezett, a Kluge család a vagyonosak közé tartozhatott. 1896-ban készült el a család emeletes új lakóháza, az utcafronton azonos emeleti párkánymagassággal, mint a szomszédos neogótikus református kollégium épülete.
Kluge Károly 1895-ben meghalt. Fia, Kluge Ferenc, aki 1846 és 1850 között szintén „vándorlegényként” járta Európát és tanulta meg a kelmefestés minden csínját-bínját, átvette az üzem vezetését, anyjával közösen folytatta a munkát. Kihasználva az akkori konjunktúrát, folytatta az apja által korábban már megkezdett korszerűsítést és új gépek beszerzését. Az üzem alapításának 100 éves évfordulójára, 1883-ban olyan szintre emelkedett a termelés, hogy azt 1884-ben „Blaudruck-Färberei” címen a vezető cégek körébe sorolták. A 19–20. század fordulóján az üzemet tovább bővítették. A korábban használt vízkereket leszerelték, gőzgéppel hajtották meg a mángorlót, a keményítőgépeket, a szárítóhengereket. Az üzem már korábban is rendelkezett egy favázas, kézzel hajtott perrotine nyomógéppel, ezt 1912-ben egy német gyártmányú fémvázas gépre cserélték.
Kluge Ferenc 1923-ban hunyt el. Ő volt a család utolsó, szakmával foglalkozó férfi tagja. Lánya, Kluge Matild egy katonatiszthez, Karcsay Bélához ment feleségül, aki leszerelése után, 1923-ban átvette ugyan az üzem vezetését, de mivel szakmailag nem értett hozzá, a segédektől tanulta meg azt és tett később szakmai vizsgát. Az üzemet tulajdonképpen az egyik segéd, Kovács József vezette, egészen 1945-ig.
A második világháború után a termelés visszaesett. A mesterséget az ősöktől számítva hét generáció vitte végig a Kluge családban és 1956-ig folytatták tevékenységüket. 1956-ban az épületet és eredeti berendezését műemlékké nyilvánították és állami támogatással 1961–1962-ben helyreállítva múzeummá nyilvánították. Korábban a Textilipari Kutató Intézet kezelésében volt, 2010 végéig a Textilmúzeum Alapítvány kezelte, amelyhez a budapesti Textilmúzeum is tartozik, 2011 elején Pápa város önkormányzata vette át.

## Más múzeum jellegű kékfestő műhelyek, bemutatók
A ma dolgozó kékfestő mesterek egy része szintén régi családi hagyomány folytatója és üzemeikben megtalálhatók a műhely eredeti felszerelései és gépei. Ezek között a műhelyek között nem egy nyitva áll a látogatók előtt és a mesterek szívesen megmutatják a hagyományos és a korszerű eljárásokat, berendezéseket. Ezenkívül a szentendrei skanzenben is bemutatnak egy Nagykőrösről származó kékfestő műhelyt, amely eredetileg a Vladár családé volt.
Gál Gyula  kékfestőmester dunaföldvári bemutatóműhelyében a látogatók megismerkedhetnek a népi textilművészet e sajátos ágával.
A Tolnai kékfestő műhelyt 1810-ben alapította Kintner András kékfestő. Jelenleg a 7. generáció dolgozik az eredeti gépekkel, technológiával és nyomódúcokkal.
A nagynyárádi bemutató kékfestő műhelyben megtekinthetők a műhely berendezései és az, hogy hogyan dolgoznak az eredeti nyomódúcokkal. A műhelyben eredetileg Sárdi János, a Népművészet Mestere kezdte a munkát 1947-ben, ma unokája, Auth Andor, a Népművészet Ifjú Mestere viszi tovább a mesterséget. A közel félezer nyomódúc közül a legtöbb 100 év körüli, de vannak 150–160 évesek, és olyanok is, melyeket már Sárdi János készített.
A tiszakécskei Kovács család 1878 óta foglalkozik kékfestéssel. A Tiszakécskén 1926-ban alapított műhelynek a 20. század elejéről származó berendezései, formakészletei nemcsak a hazai, de az európai ipartörténet ritkaságaihoz is tartoznak. A műhely tulajdonosa, id. Kovács Miklós 1985-ben a Népművészet Mestere címet is megkapta.
Bácsalmáson a Skorutyák család kékfestő műhelye tekinthető meg. A család 1879 óta folytatja megszakítás nélkül ugyanebben az épületben ezt a mesterséget. Emellett gyűjtik a kékfestés tárgyi emlékeit is.
A Győri Kékfestő Műhelyt 1906-ban Éhling Kék és Kelmefestő néven alapították. Jelenleg Tóth Ildikó kékfestő népi iparművész és Gerencsér Zsolt, a népművészet ifjú mestere vezeti. A műhely, amelyben hagyományos eszközöket és technológiát alkalmazva készítik a kékfestő textíliákat, májustól októberig - előzetes egyeztetés alapján - csoportok számára is látogatható.